# Свети мученици Атик, Евдоксије, Агапије, Катерије, Истукарије, Пактовије и Никтополион
Свети мученици Агик и Евдоксије, Катерије и Истукарије, Пактовије и Никтополион су хришћански мученици и светитељи. Били су војници који су пострадали у граду Севастији, у време прогона хришћана о стране царева Деција и Лицинија. 
Они су због исповедања вере у Исуса Христа спаљени на ломачама у Севастију 315. године.
Православна црква помиње свете севастијске мученике 3.(16.) септембра.

## Страдање мученика
Због ширења хришћанске вере, која је у то време била забрањенам, по налогу цара ухапсио их је војвода Маркел, и подврже. Сместио их је у тамницу, где их је преао мучитељима који су их мучили тукући воловским жилама по леђима и стомаку. У време мучења војвода се обратио светом Катерију: „Ти си научио народ да не слуша царска наређења”. Он је одговорио: „Нисам ја учио народ да се противи цару, него сам га научио д а верује бесмртноме Цару, Христу.”
После тога су доведени свети: Истукарије, Пактовије и Никтополион, који су на исти начин исповедили Исуса Христа за Бога. Због тога су их поново тукли колцима, и стављали на разне друге муке. На крају су сви заједно осуђени на спаљивање. 